# 30786 Karkoschka
30786 Karkoschka è un asteroide areosecante. Scoperto nel 1988, presenta un'orbita caratterizzata da un semiasse maggiore pari a 2,6384953 UA e da un'eccentricità di 0,4441924, inclinata di 8,32996° rispetto all'eclittica.